# Hjalmar Eldh
Hjalmar Andreas Eldh, född 4 oktober 1881 i Gävle, död 25 juli 1953 i Göteborg, var en svensk konstnär och lärare vid Slöjdföreningens skola i Göteborg. Han var kusin till skulptören Carl Eldh. 
Hjalmar Eldh inledde sin bana som konstnär som litograf och tecknare i Gävle. Han inledde sina studier av konst 1906 för Carl Wilhelmson och Axel Erdmann vid Valands målarskola. Åren 1908–1909 studerade han vid Académie Julian i Paris. Dessutom bedrev han fortsatta studier av konst i Paris 1920–1921.
Åren 1916–1946 var han verksam som lärare i grafisk teckning vid Slöjdföreningens skola i Göteborg. 
Hjalmar Eldh är representerad vid bland andra Moderna museet, Konung Gustav VI Adolfs samlingar och Göteborgs konstmuseum. Han är begravd på Kvibergs kyrkogård i Göteborg.

### Fotnoter
1. ↑  Moderna museet
2. ↑  Göteborgs konstmuseum